# Ivan Mesar
Ivan Mesar, slovenski založnik in čebelar, * 24. avgust 1874, Jesenice, † december 1948.     

## Življenje in delo
Odraščal je pri stricu, župniku Janezu Mesarju v Bohinjski Bistrici, obiskoval nižjo gimnazijo v Ljubljani (1886–1890), vstopil leta 1890 v službo pri Katoliški knjigarni in kot trgovski učenec obiskoval Mahrovo šolo (1890–1893). Ko je bil iz vodstva Katoliške knjigarne odstavljen T. Sehündelen, ki ni bil naklonjen slovenskemu založništvu, je Ivan Mesar prevzel vodstvo in podjetje dvignil v založnika, ki je v slovenščini  izdajalo leposlovne in poljudno znanstvene knjige, v skladu s potrebami in razvojem katoliškega prosvetnega in socialnega gibanja (Ljudska in Leposlovna knjižnica in Zbirka ljudskih iger). Leta 1907 se je knjigarna preuredila v moderno trgovsko podjetje in po  svetovni vojni nadaljevala začeto delo. Med drugim so tiskali tudi zbrane spise slovenskih pisateljev (Jurčič, Pregelj, Prešeren, Levstik, Erjavec) in prevode iz svetovne književnosti. Ivan Mesar se je uveljavljal tudi kot čebelar in v letih 1919–1929 uspešno vodil gospodarstvo v Slovenskem čebelarskem društvu. 